# Cheng Yi
Cheng Yi (? - Septembre 211) Officier militaire chinois sous les rangs du seigneur de guerre Han Sui vers la fin de la dynastie Han en Chine antique.
Il commande une division sous l’autorité de Han Sui dans l’attaque menée conjointement avec Ma Chao sur Chang'an. Lorsque Ma Chao et Han Sui décident de lancer une attaque nocturne dans le camp ennemi de Cao Cao, Cheng Yi est envoyé en premier. Il pénètre dans les lignes ennemies et est pris en embuscade par les troupes de Cao Cao. Étant accompagné seulement d’une trentaine d’hommes à ses côtés, Cheng Yi se fait tuer par Xiahou Yuan. 